# 8start Launcher
8start Launcher是Microsoft Windows系統下的一款免費桌面軟件，主要功能包括簡潔桌面、快速啟動軟件等。

## 系統需求
軟件適用於Windows 2000，Windows Server 2003，Windows XP，Windows Vista，Windows 7。其中Windows XP和Windows 7已進行全面測試。

## 外部連結
- 8start Launcher 主頁（页面存档备份，存于）